# Inname van Den Briel
De Inname van Den Briel vond plaats op 1 april 1572, waarbij de watergeuzen het stadje Den Briel, thans Brielle, veroverden op het aldaar gelegerde koninklijke Spaanse garnizoen. Het is een van de bekendste gebeurtenissen van de Tachtigjarige Oorlog en daarmee in de vaderlandse geschiedenis van Nederland.

## Oorzaak
De Geuzen, die sinds de komst van Alva de zee op waren gegaan, verbleven met enkele schepen in de haven van Dover, waar zij eten konden krijgen en/of handelen, tot koningin Elizabeth hen in het voorjaar van 1572 beval te vertrekken.
Het oorspronkelijke plan was een aanval op Enkhuizen. Door storm en navigatiefouten kwam de geuzenvloot echter zuidelijker bij de Hollandse kust bij het plaatsje Den Briel terecht. Het Spaanse garnizoen dat er normaal verbleef, was op dat moment afwezig en er was slechts een kleine groep Spaanse soldaten overgebleven. Een veerman, Jan Koppestok, zag de geuzenvloot en roeide naar de schepen toe. Op de vraag van de geuzen of er veel Spanjaarden in het stadje waren, antwoordde hij dat men ze makkelijk aan zou kunnen.

## De inname

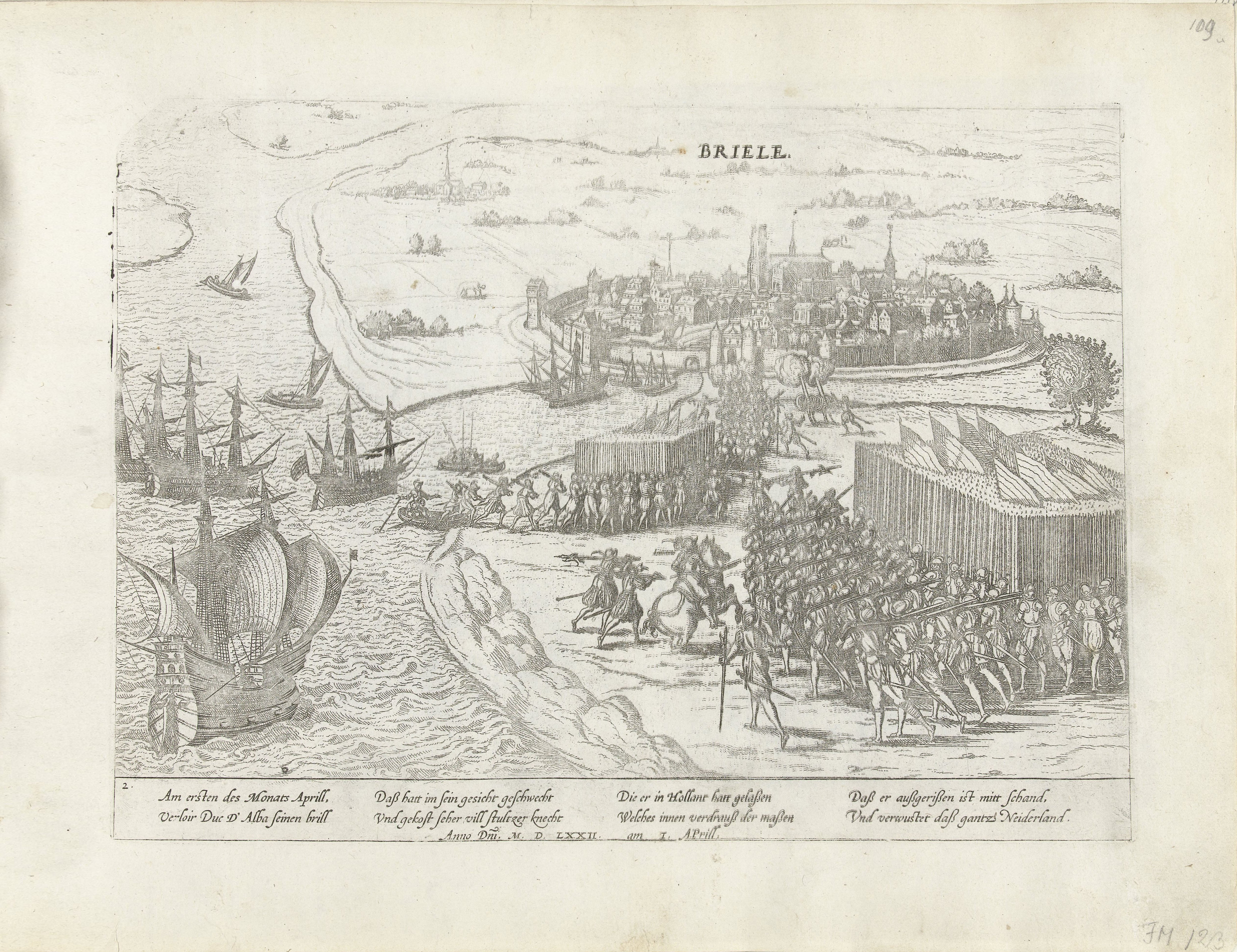
De inname van Brielle (Frans Hogenberg)

De geuzenleiders besloten op 1 april de stad aan te vallen en op te eisen voor de gevluchte Willem van Oranje, die tot 1567 stadhouder van Holland, Zeeland en Utrecht was geweest. De burgemeester en het stadsbestuur weigerden eerst, omdat de geuzen berucht waren om hun plunderingen en andere wandaden. Daarop bestormden de geuzen de Noordpoort en braken deze open. Ze rekenden snel af met de Spanjaarden en kregen de stad in handen. Zo werd Den Briel de eerste stad waar de opstandelingen de dienst uitmaakten.

## De gevolgen
Alva hoorde hiervan, maar hij vond het niet noemenswaardig Den Briel verloren te hebben. De stadhouder van Holland, Maximiliaan van Hénin-Liétard, probeerde echter een week later de stad tevergeefs weer in te nemen. De opstand zou zich echter spoedig uitbreiden over de Nederlanden, waarmee bleek dat hij de betekenis van de inname zwaar onderschat had. Men zegt ook weleens: Op 1 april verloor Alva zijn Bril (d.w.z. Den Briel). In Den Briel werden kort na de inname de katholieke martelaren van Gorcum ter dood gebracht door de protestantse watergeuzen en lokale collaborateurs.

## Trivia

De prinsenvlag is bekend vanaf de inname van Den Briel

- De oudste vermelding van de Prinsenvlag, de voorloper van de huidige vlag van Nederland, komt uit een verslag over de inname van Den Briel: "vendelen orangien, wit en blaauw".[5] Later werd het oranje-blanje-bleu in toenemende mate het symbool van de opstand.
- Over de inname van Den Briel is het lied van Koppestok de veerman geschreven, beter bekend als In naam van Oranje, populair op cantussen bij vrijzinnige studenten. De veerman van de stad, Jan Pieterszoon Koppestok, brengt Lumey op de hoogte van het feit dat de Spanjaarden de stad net verlaten hebben en dat deze dus voor het grijpen ligt.
- Ieder jaar op 1 april tooien de bewoners van Brielle (Den Briel) zich massaal in historische kledij en wordt het openluchttheater om "de sleutel van de stad", van de inname tot de ophanging van de Spaanse commandant, opgevoerd voor een groot publiek.[6]
- Door sommigen wordt de oorsprong van de 1 aprilgrap gekoppeld aan de dag van de inname.
- Het verhaal van de Inname van Den Briel wordt verteld in het Historisch Museum Den Briel [7].